# أباستوفو
أباستوفو (بالروسية: Абаза) هي مدينة في مقاطعة تتارستان في روسيا.